# Jason Blum
Pour les articles homonymes, voir Blum.
Jason Blum est un producteur de cinéma américain, né le 20 février 1969 à Los Angeles.
Principalement spécialisé dans les films d'horreur à petits budgets, il est le fondateur et directeur de Blumhouse Productions, société de production basée à Los Angeles.

## Biographie
Vendeur d'abonnements au câble, en 1989, il devient ensuite chargé des acquisitions pour le studio Miramax , alors studio des frères Bob et Harvey Weinstein.
En 1998, il passe à côté du Projet Blair Witch, auquel il ne croît pas, la réussite financière du film lui donnera tort.
En 2004, il est à son compte et rencontre Oren Peli, dont il fera produire Paranormal Activity par la Paramount. Il se fixe pour règle de ne jamais investir plus de 5 millions de dollars dans un long-métrage et impose de bas salaires avec des intéressements sur les recettes. D'où son surnom du Roi de l'épouvante à mini-prix.
Fruit de ces succès, ses films ayant rapporté plus de 4,6 milliards de $ sur le plan mondial, sa fortune est estimée à 200 M$ .
En février 2020, il annonce travailler sur Paranormal Activity 7 lors d'une vidéo réalisée par Konbini.

## Filmographie

### Cinéma
- 1995 : Kicking and Screaming de Noah Baumbach
- 2000 : Hamlet de Michael Almereyda
- 2002 : Les aventures de Tom Pouce et Poucelina (The Adventures of Tom Thumb and Thumbelina) de Glenn Chaika
- 2004 : The Fever de Carlo Nero
- 2006 : Griffin et Phoenix (Griffin & Phoenix) de Ed Stone
- 2006 : The Darwin Awards de Finn Taylor
- 2007 : Graduation de Mike Mayer
- 2007 : Paranormal Activity de Oren Peli
- 2008 : Un mari de trop (The Accidental Husband) de Griffin Dunne
- 2008 : The Reader de Stephen Daldry
- 2010 : Fée malgré lui (Tooth Fairy) de Michael Lembeck
- 2010 : Paranormal Activity 2 de Tod Williams
- 2011 : Insidious de James Wan
- 2011 : Paranormal Activity 3 de Henry Joost et Ariel Schulman
- 2011 : The FP de Brandon Trost et Jason Trost
- 2012 : Babymakers (The Babymakers) de Jay Chandrasekhar
- 2012 : Sinister de Scott Derrickson
- 2012 : Des hommes sans loi (Lawless) de John Hillcoat
- 2012 : The Bay de Barry Levinson
- 2012 : Paranormal Activity 4 de Henry Joost et Ariel Schulman
- 2013 : The Lords of Salem de Rob Zombie
- 2013 : Dark Skies de Scott Charles Stewart
- 2013 : American Nightmare (The Purge) de James DeMonaco
- 2013 : The Green Inferno de Eli Roth
- 2013 : Insidious : Chapitre 2 (Insidious: Chapter 2) de James Wan
- 2013 : Plush de Catherine Hardwicke
- 2013 : E.V.J.F Party : Enterrement de vie de jeune fille (Best Night Ever) de Jason Friedberg et Aaron Seltzer
- 2013 : The Mirror (Oculus) de Mike Flanagan
- 2014 : Paranormal Activity: The Marked Ones de Christopher B. Landon
- 2014 : Whiplash de Damien Chazelle
- 2014 : 13 Sins de Daniel Stamm
- 2014 : Creep de Patrick Brice
- 2014 : Témoin gênant (Not Safe for Work) de Joe Johnston
- 2014 : American Nightmare 2: Anarchy (The Purge: Anarchy) de James DeMonaco
- 2014 : The Town That Dreaded Sundown d'Alfonso Gomez-Rejon
- 2014 : Jessabelle de Kevin Greutert
- 2014 : Ouija de Stiles White
- 2014 : Mercy de Peter Cornwell
- 2014 : Stretch de Joe Carnahan
- 2015 : Area 51 d'Oren Peli
- 2015 : Un voisin trop parfait (The Boy Next Door) de Rob Cohen
- 2015 : Lazarus Effect (The Lazarus Effect) de David Gelb
- 2015 : Projet 666 (Exeter) de Marcus Nispel
- 2015 : Unfriended de Levan Gabriadze
- 2015 : Insidious : Chapitre 3 (Insidious: Chapter 3) de Leigh Whannell
- 2015 : Gallows (The Gallows) de Travis Cluff et Chris Lofing
- 2015 : The Gift de Joel Edgerton
- 2015 : Sinister 2 de Ciaran Foy
- 2015 : The Visit de M. Night Shyamalan
- 2015 : Jem et les Hologrammes (Jem and the Holograms) de Jon Chu
- 2015 : Paranormal Activity 5 : Ghost Dimension (Paranormal Activity: The Ghost Dimension) de Gregory Plotkin
- 2016 : The Veil de Phil Joanou
- 2016 : Visions de Kevin Greutert
- 2016 : Curve de Iain Softley
- 2016 : Pas un bruit (Hush) de Mike Flanagan
- 2016 : Martyrs de Kevin Goetz et Michael Goetz
- 2016 : Viral de Henry Joost et Ariel Schulman
- 2016 : In a Valley of Violence de Ti West
- 2016 : The Darkness de Greg McLean
- 2016 : American Nightmare 3 : Élections (The Purge: Election Year) de James DeMonaco
- 2016 : Ouija : les origines (Ouija: Origin of Evil) de Mike Flanagan
- 2016 : Incarnate de Brad Peyton
- 2017 : Amityville: The Awakening de Franck Khalfoun
- 2017 : Split de M. Night Shyamalan
- 2017 : Stephanie d'Akiva Goldsman
- 2017 : Lowriders de Ricardo de Montreuil
- 2017 : Get Out de Jordan Peele
- 2017 : Happy Birthdead (Happy Death Day) de Christopher Landon
- 2017 : Les Heures retrouvées (The Keeping Hours) de Karen Moncrieff
- 2018 : Action ou Vérité de Jeff Wadlow
- 2018 : American Nightmare 4 : Les Origines (The First Purge) de Gerard McMurray
- 2018 : BlacKkKlansman : J'ai infiltré le Ku Klux Klan (BlacKkKlansman) de Spike Lee
- 2018 : Halloween de David Gordon Green
- 2018 : Unfriended: Dark Web de Stephen Susco
- 2019 : Happy Birthdead 2 You (Happy Death Day 2U) de Christopher Landon
- 2019 : Glass de M. Night Shyamalan
- 2019 : Us de Jordan Peele
- 2019 : Ma de Tate Taylor
- 2020 : Invisible Man (The Invisible Man) de Leigh Whannell
- 2020 : The Hunt de Craig Zobel
- 2020 : The Craft : Les Nouvelles sorcières (The Craft: Legacy) de Zoe Lister-Jones
- 2020 : Freaky de Christopher Landon
- 2021 : Halloween Kills de David Gordon Green
- 2021 : Black Phone (The Black Phone) de Scott Derrickson
- 2021 : This Is the Night de James DeMonaco
- 2022 : Firestarter de Keith Thomas
- 2022 : Halloween Ends de David Gordon Green
- 2022 : Le Téléphone de M. Harrigan (Mr. Harrigan's Phone) de John Lee Hancock
- 2022 : They/Them de John Logan
- 2023 : M3GAN de Gerard Johnstone
- 2023 : Insidious: The Red Door de Patrick Wilson
- 2023 : Five Nights at Freddy's d'Emma Tammi
- 2023 : L'Exorciste : Dévotion (The Exorcist: Believer) de David Gordon Green
- 2024 : Night Swim de Bryce McGuire
- 2024 : L'I.A. du mal (AfrAId) de Chris Weitz
- 2025 : Wolf Man de Leigh Whannell
- 2025 : Drop Game (Drop) de Christopher Landon
- 2025 : Black Phone 2 de Scott Derrickson
- 2025 : M3GAN 2.0 de Gerard Johnstone
- 2025 : The Woman in the Yard de Jaume Collet-Serra
- 2026 : SOULM8TE de Kate Dolan
- 2026 : The Mummy de Lee Cronin

### Télévision
- 2002 : Debby Miller, une fille du New Jersey (Hysterical Blindness, téléfilm)
- 2009: Washingtonienne (pilote non diffusé)
- 2012 : The River (série télévisée)
- 2013 : Stranded (télé-réalité)
- 2014 : The Normal Heart (téléfilm)
- 2014 : Ascension (mini-série)
- 2015 : Eye Candy (série télévisée)
- 2015 : The Jinx (mini-série)
- 2015-... : Hellevator (en) (jeu télévisée)
- 2015 : South of Hell (série télévisée)
- 2016 : Tremors (téléfilm)
- 2016 : Les 12 jours sanglants de Noël (mini-série)
- depuis 2018 : The Purge (série télévisée)
- 2019 : The Loudest Voice (série télévisée)
- 2025 : The Bondsman (mini-série)